# Departamento de Conhelo
Departamento de Conhelo är en kommun i Argentina.   Den ligger i provinsen La Pampa, i den centrala delen av landet, 600 km väster om huvudstaden Buenos Aires.
Omgivningarna runt Departamento de Conhelo är i huvudsak ett öppet busklandskap. Runt Departamento de Conhelo är det mycket glesbefolkat, med 2 invånare per kvadratkilometer.